# ملنديان
ملنديان هي بلدة في مقاطعة أوزون في ولاية صرخنداريا في أوزبكستان.